# Christiane Stein

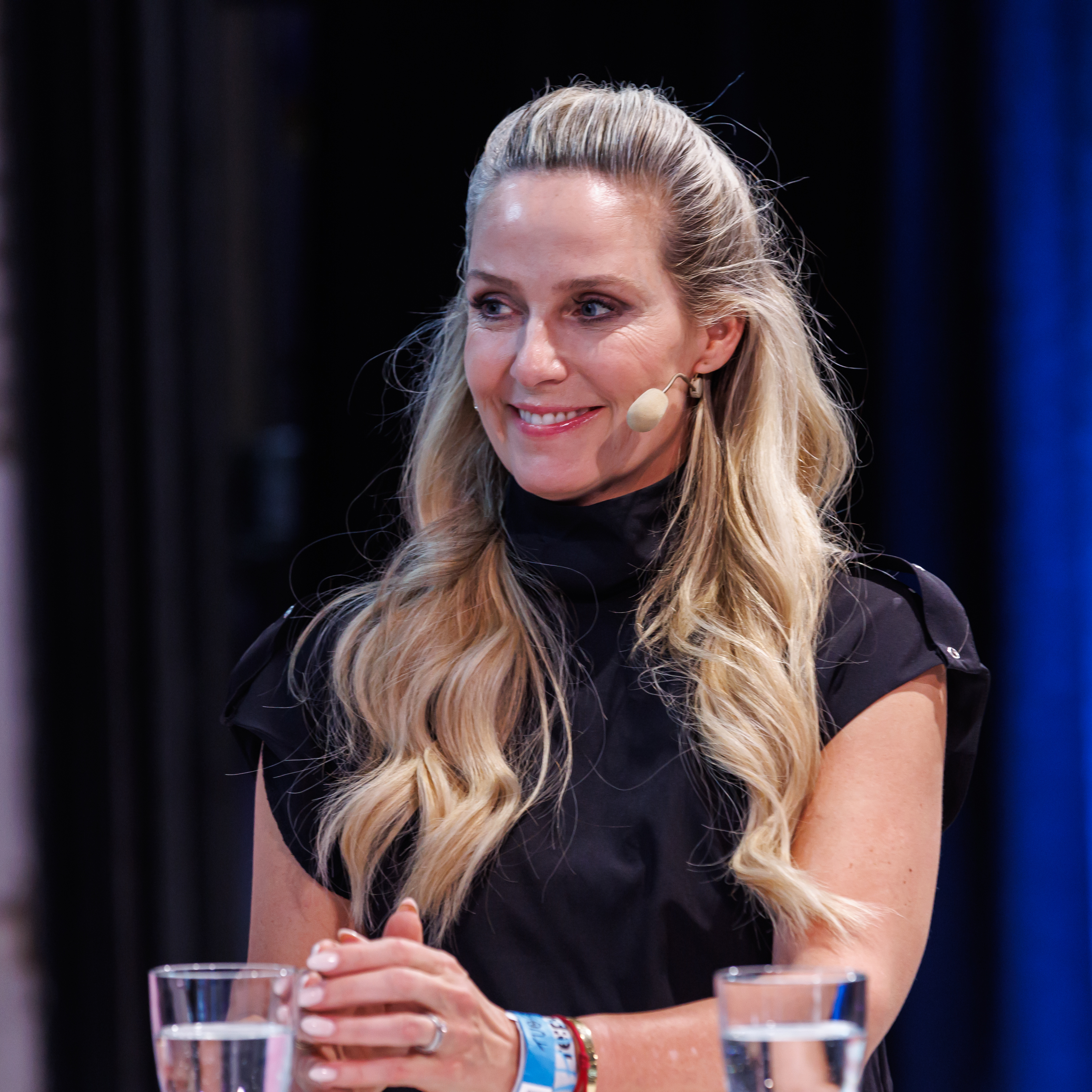
2024 auf der re:publica

Christiane Stein (* in Köln) ist eine deutsche Nachrichten-Journalistin und Moderatorin für Kongresse, Fachtagungen und Podiumsdiskussionen, Schauspielerin und Medientrainerin.

## Werdegang

### Ausbildung
Nach dem Abitur im Jahr 1992 absolvierte Christiane Stein zunächst eine Ausbildung zur Industriekauffrau, die sie 1996 abschloss. Im Anschluss folgte an der Universität zu Köln ein Studium der Betriebswirtschaftslehre mit Schwerpunkt Marketing/Personal und dem Abschluss als Diplom-Kauffrau.

### Hörfunk- und Fernsehkarriere
Anschließend arbeitete Stein bei verschiedenen Radio- und Fernsehsendern als freie redaktionelle Mitarbeiterin, u. a. bei Radio Erft und den RTL-News am Morgen. Außerdem war sie für die Deutsche Fernsehnachrichten Agentur (DFA) tätig und sie moderierte die Entertainment-News für NBC Europe.
Von 1996 bis 2004 spielte sie in der Seifenoper Verbotene Liebe die Rolle des Hausmädchens Christiane Kosslar. Zudem war sie in kleineren Rollen u. a. in den Serien Alarm für Cobra 11 und Lindenstraße zu sehen.
Ab 2002 moderierte sie die Rahmensendung des Vorabendprogramms der ARD, Studioeins. Seit 2008 gehört Christiane Stein zum Sprecherteam der n-tv-Nachrichten. Daneben arbeitet sie auch als Dozentin und Medientrainerin an der Akademie Deutsche POP.
Mit ihrem Themenschwerpunkt Digitalisierung und Künstliche Intelligenz ist sie deutschlandweit als Eventmoderatorin für Kongresse und Podiumsdiskussionen im Einsatz.

## Sonstiges
Christiane Stein ist seit 2001 verheiratet und lebt mit ihrem Mann und den gemeinsamen Kindern in Köln. Das Paar hat zwei Töchter und einen Sohn.